# 안지오텐신

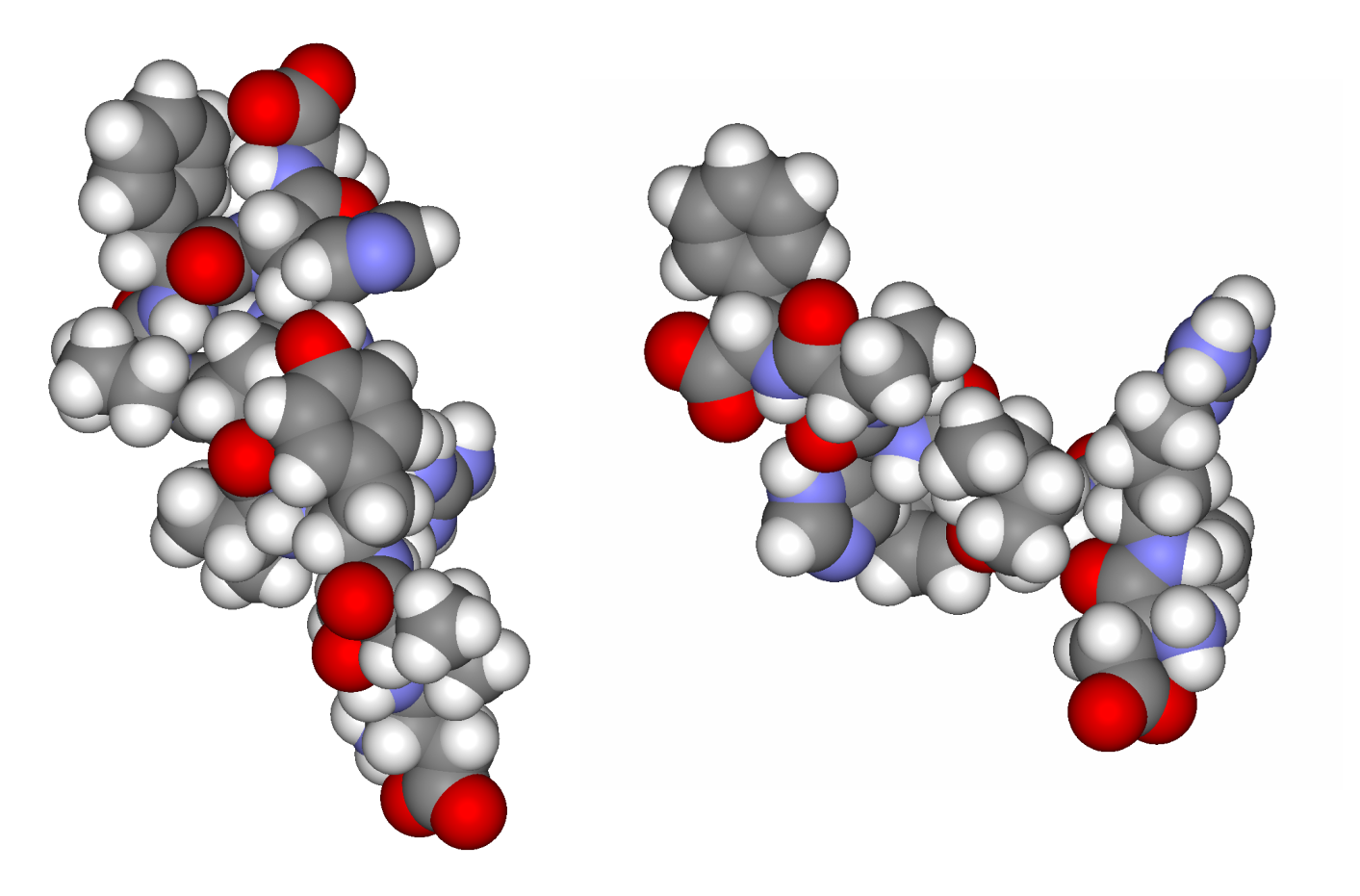

안지오텐신(영어: angiotensin)은 폴리펩타이드의 일종으로 승압 작용을 가지는 생리 활성 물질이다.

## 같이 보기
- ACE 억제제
- 캡토프릴